# قلعه استباریا

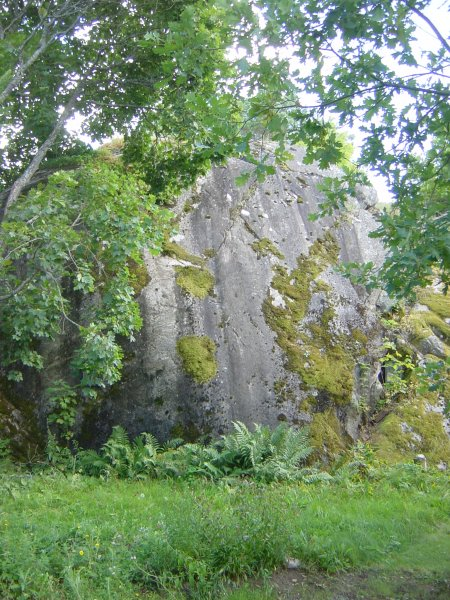
نمای غربی صخره قلعه استباریا

قلعه استباریا (انگلیسی: Stenberga Castle) (همچنین شهره به تین‌پری به معنای نوجوان) یک قلعه کوچک قرون وسطایی در ماسکو، فنلاند بود. این بنا که در ابتدا از سنگ خاکستری ساخته شده بود شامل دو برج با ابعاد بیرونی ۱۳×۱۳ متر (۴۳×۴۳ فوت) و ۹×۷ متر (۳۰×۲۳ فوت) بود. ضخامت دیوارهای قلعه ۲ متر (۷ فوت) بود. در مرحله بعد از آجر نیز در ساخت و ساز استفاده شد. این قلعه بر روی صخره ای شیب دار، احتمالاً جزیره ای در آن زمان، در کنار دریا در نزدیکی دهانه رودخانه هیریوکی، که از نوئوسیاینن می‌ریزد، قرار داشت. به دلیل عقب‌نشینی پس از یخبندان، اکنون تقریباً ۲ کیلومتر (۱٫۲ مایل) از خط ساحلی فاصله دارد. مقدار بسیار کمی از قلعه باقی مانده‌است.
از آغاز قرن بیستم، کاوش‌هایی در این مکان انجام نشده‌است که جای بحث در مورد قدمت قلعه را باز می‌کند. برخی از مورخان تاریخ آن را به قرن چهاردهم و برخی دیگر آن به اواخر قرن دوازدهم می‌دانند، زمانی که شاه کانوت قلعه‌های دفاعی کوچکی با ظاهری مشابه در مناطق مختلف سوئد ساخت. بر اساس تاریخ‌های کم و بیش نامشخص، به نظر می‌رسد فنلاند در دهه ۱۱۹۰ برای نیروهای دانمارکی، سوئدی و روسی مورد توجه نظامی قرار گرفته‌است، بنابراین زمینه‌های احتمالی برای ساخت قلعه فراهم می‌شود.
اما خود قلعه در زمان بهره‌برداری در منابع تاریخی ذکر نشده‌است. این ملک بعداً در دهه ۱۴۳۰ به صومعه بریجتین در نانتالی اهدا شد. به گفته برخی از مورخان، قلعه متروکه به زودی برای تهیه مصالح ساختمانی برای صومعه که تنها ده کیلومتر با آن فاصله داشت، تخریب شد. در سال ۱۵۵۶، املاک، همراه با سایر اموال صومعه، در جریان اصلاحات به نفع دولت مصادره شد.
امروزه این سایت دارای مالکیت خصوصی است و سال هاست که از آن نگهداری نمی‌شود. برای بازدید مجوز مالک زمین الزامی است. صعود به بالای تپه در میان صخره‌ها و بوته‌های شیب دار می‌تواند دشوار باشد.